# Charles Maerschalck
Charles Maerschalck (* 1887; † 6. März 1954 in Cannes, Frankreich) war ein belgischer Turner.

## Erfolge
Charles Maerschalck nahm 1920 an den Olympischen Spielen in Antwerpen teil. Bei diesen gehörte er zur belgischen Turnriege im Wettbewerb, der nach dem sogenannten schwedischen System ausgetragen wurde. Dabei traten insgesamt drei Mannschaften an, die insgesamt elf Übungen turnten. Sechs Juroren vergaben auf einer Skala von 0 bis 20 Punkten ihre Punkte für jede Übung, wobei der Schwierigkeitsgrad der geturnten Übung miteingerechnet wurde. Eine zwölfte Wertung wurde für die Ausführung der Übungen vergeben. Der Durchschnittswert aller sechs Juroren, je zwei aus den startenden Nationen, ergab dann schließlich die Endwertung. Die belgische Riege war dem Niveau der gegnerischen Turnriegen aus Schweden und Dänemark nicht gewachsen, zumal die schwedischen und dänischen Juroren ihre eigene Mannschaft bei der Punktevergabe bevorzugten. Da auch die belgischen Juroren ihre Mannschaft nur auf Rang drei sahen, schlossen die Belgier mit 1094 Punkten den Wettbewerb folglich auf dem dritten Platz ab. Olympiasieger wurden die Schweden mit 1364 Punkten vor Dänemark mit 1325 Punkten.
Maerschalck gewann somit zusammen mit Paul Arets, Léon Bronckaert, Léopold Clabots, Jean-Baptiste Claessens, Léon Darrien, Lucien Dehoux, Ernest Deleu, Émile Duboisson, Ernest Dureuil, Joseph Fiems, Marcel Hansen, Omer Hoffman, Louis Henin, Félix Logiest, René Paenhuijsen, Arnold Pierret, René Pinchart, Gaspar Pirotte, Augustien Pluys, Léopold Son, Édouard Taeymans, Pierre Thiriar und Henri Verhavert die Bronzemedaille.